# ليبيد بسيط
الشحوم البسيطة  أو الليبيدات البسيطة هي ثلاثي الجلسريد وإسترات الستريل وإسترات الشمع. تنتمي هذه الشحوم إلى فئة غير متجانسة من المركبات غير القطبية في الغالب، معظمها غير قابلة للذوبان في الماء، ولكنها قابلة للذوبان في المذيبات العضوية غير القطبية مثل الكلوروفورم والبنزين.
ينتج عن التحلل المائي لهذه الشحوم الجلسرول والأحماض الدهنية، والستيرولات والأحماض الدهنية، والكحولات الدهنية بالإضافة إلى الأحماض الدهنية، على التوالي. وأهم هذه الشحوم البسيطة لعلماء الغذاء هي ثلاثي الجلسريد. إنها المكونات الرئيسية لزيوت ودهون الطعام، وغالبًا ما تمثل أكثر من 95٪ من الزيوت المكررة. ثلاثيات الجلسريد هي استرات الجلسرين كحول ثلاثي الهيدروجين مع ثلاثة أحماض دهنية. تعتمد العديد من خصائصها على مكونات الأحماض الدهنية. وهكذا، فإن نقطة انصهارها تعكس نقطة انصهار الأحماض الدهنية المكونة، مع وجود ثلاثة أحماض دهنية عالية نقطة الانصهار يكون ثلاثي الجلسريد عالي الانصهار.  يؤدي عدم التشبع في الأحماض الدهنية إلى جعل ثلالثي الجلسريد عرضة للأكسدة الذاتية، تمامًا مثل الأحماض الدهنية نفسها.